# Scellus amplus
Scellus amplus är en tvåvingeart som beskrevs av Charles Howard Curran 1923. Scellus amplus ingår i släktet Scellus och familjen styltflugor. Inga underarter finns listade i Catalogue of Life.